# スティーブン・トマシン
スティーブン・トマシン（Stephen Tomasin、1994年9月25日 - ）は、アメリカ合衆国のラグビー選手。

## プロフィール
- アメリカ・カリフォルニア州サンタローザ出身[1]。
- ポジションはユーティリティBK。
- 身長 180cm、体重 91kg

## 略歴
2021年、東京五輪の7人制アメリカ代表に選ばれた。
2024年、パリ2024五輪の7人制アメリカ代表に選ばれた。